# Carlos Manuel de Céspedes y del Castillo
Carlos Manuel Perfecto del Carmen de Céspedes y López del Castillo (Bayamo, 18 de abril de 1819-Sierra Maestra, 27 de febrero de 1874), conocido como Carlos Manuel de Céspedes, fue un abogado, hacendado y líder secesionista cubano que inició la Guerra de los Diez Años al levantarse en armas contra el Gobierno español el 10 de octubre de 1868. Los objetivos del alzamiento se resumen en el Manifiesto de la Junta Revolucionaria de la Isla de Cuba: independencia de Cuba, establecimiento de un sistema de libertades de corte liberal y promoción de la inmigración blanca. Contrariamente a lo que se suele asegurar, el Manifiesto no concedió la libertad a los esclavos, limitándose a decir que se deseaba la abolición de la esclavitud gradual y con indemnización a los propietarios. Fue mayor general del Ejército Libertador de Cuba y primer presidente de la República de Cuba en Armas. Destituido como presidente en 1873, se instaló en San Lorenzo, en la Sierra Maestra, donde cae en desigual combate contra las tropas españolas en 1874. Es reconocido como el Padre de la Patria en Cuba.

## Biografía

### Primeros años
Céspedes nació el 18 de abril de 1819 en Bayamo, en la zona oriental de Cuba, en el seno de una familia instalada en la isla a lo largo del siglo XVII. Como todos los cubanos blancos, Céspedes nació español, ostentando la ciudadanía española a lo largo de toda su vida. Hijo de Jesús María Céspedes y Luque, también nacido en Oriente, y de Francisca de Borja López del Castillo y Ramírez de Aguilar, nacida en Puerto Príncipe (actual Camagüey). Tuvo como hermanos a Pedro, Francisco, Javier y Francisca de Borja «Borjita» y se menciona a Ladislao o Manuel Hilario como el posible hermano perdido en el tiempo.
Durante su niñez recibió clases de gramática y latín con los frailes del Convento de Nuestro Seráfico Padre, en Bayamo, quienes lo acogieron como discípulo. Posteriormente, en el Convento de Santo Domingo, llevó cursos de Lógica y Ética. Pasó de allí a La Habana, donde fue aceptado como alumno del Real y Conciliar Colegio Seminario de San Carlos y San Ambrosio. Posteriormente en la Real y Pontificia Universidad de La Habana obtuvo el grado de bachiller en Derecho Civil, el 22 de marzo de 1838. 

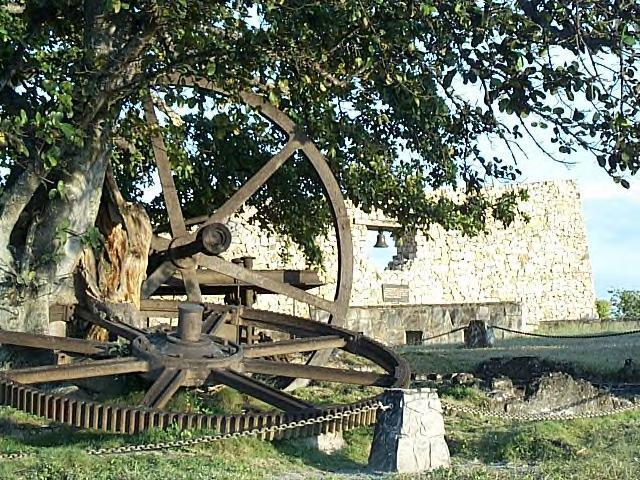
Ruinas de La Demajagua.

### Primer matrimonio
Carlos Manuel contrae nupcias en 1839 con su doble prima hermana, María del Carmen Céspedes y del Castillo. El 3 de enero de 1840, nace su primer hijo varón, Carlos Manuel, a quien le seguirían María del Carmen (muerta prematuramente) y Óscar (1847). Una vez que enviudó en enero de 1868 de María del Carmen, víctima de la tuberculosis, estableció una relación amorosa con la joven Candelaria Acosta Fontaigne.

### Estudios superiores
Como tantos otros jóvenes cubanos de buena posición, en 1840 marcha a España a estudiar la licenciatura de Derecho en la Universidad de Barcelona, doctorándose posteriormente en la Universidad Central, en Madrid.

### Años en Europa
Muy implicado en los movimientos políticos de signo progresista, en 1843 participa en la insurrección de una parte del Partido Progresista, junto a varios generales moderados, dieron contra el general Baldomero Espartero, regente del Reino desde 1840. En ese contexto, Céspedes trabó cierta amistad con el general Juan Prim. Tras completar sus estudios, recorrió Francia, Reino Unido, Suiza, el Imperio otomano, Grecia, Alemania e Italia antes de regresar a Cuba en 1844, por lo que dominaba y se expresaba correctamente en varios idiomas, como el inglés, francés y el italiano. Conocía y manejaba desde pequeño el latín y el griego.

### Regreso a Cuba
En 1844 abre en Bayamo un bufete y escribe poemas y un folleto en el que hace la defensa de Cuba. Secretamente inicia su planes independentistas. Hizo la traducción al español de algunos cantos de la Eneida que nunca publicó y escribe también la comedia Las dos Dianas. En esos años, entabla amistad con otros hacendados orientales, como Francisco Vicente Aguilera, propietario de tres ingenios azucareros mecanizados en la zona de Manzanillo, o Pedro Figueredo. Céspedes compró su propio ingenio, «La Demajagua», en los alrededores de Manzanillo. Como todos los hacendados cubanos, Céspedes empleaba mano de obra esclava, si bien el rendimiento económico de la zona oriental era mucho menor al del occidente cubano, donde se daba una concentración mayor de esclavos, mayor extensión de tierras cultivables y creciente presencia de la mecanización en el proceso de producción del azúcar.
Como buena parte de la sacarocracia cubana, Céspedes se sintió atraído por el movimiento anexionista que aspiraba a hacer de Cuba un miembro más de los Estados Unidos de América con el objetivo de hacer de los propietarios cubanos la clase gobernante en la isla y mantener la esclavitud, amenazada por la creciente presión abolicionista del Reino Unido sobre la trata atlántica. En 1852 participó en la rebelión de Las Pozas, lo que le valió ingresar en la cárcel por verse implicado en un alzamiento armado contra España. Tuvo de compañeros de celda a su tío Lucas del Castillo y al poeta José Fornaris y Céspedes. En otras dos ocasiones vuelve a pisar la prisión, donde continua componiendo poemas y haciendo traducciones. Esto sucede durante el primer (1850-1852) y segundo período (1854-1859) del capitán general de Cuba, el criollo José Gutiérrez de la Concha.
Durante esos años, se produjo su ingreso en una logia masónica de su ciudad natal, centro conspirativo contra España, valiéndole un par de destierros. Instalado definitivamente en Manzanillo a partir de 1856, destaca como abogado y hombre de negocios. Son años de cierta tranquilidad para Céspedes, que puede dedicarse a sus negocios y al cultivo de algunas de sus pasiones, como la música, la poesía, así como la esgrima, la equitación y el ajedrez. La producción literaria de Céspedes fue abundante y variada. El 7 de diciembre de 1866, en Guáimaro, escribe el poema titulado La Conchita, del cual se posee una copia del manuscrito.
Son también años de acercamiento al Gobierno español, sobre todo durante el Gobierno Largo de la Unión Liberal presidido por Leopoldo O'Donnell, antiguo capitán general de Cuba entre 1841 y 1846. De este modo, en el contexto de la guerra de África (1859-1860), en la que su amigo Juan Prim jugó un destacado papel, Céspedes ofreció un porcentaje de sus honorarios como abogado al mantenimiento de soldados españoles heridos en combate contra los marroquíes.
Sin embargo, el regreso de los moderados al poder en España a partir de 1863, generalmente reacios a atender las demandas de la oligarquía cubana, volvió a acercar a Céspedes a los proyectos secesionistas. En su desafección hacia su propio país, quizás también jugó un papel no desdeñable las enormes deudas contraídas por su adicción al juego con la casa de prestamistas Ramírez y Oro de Manzanillo, propiedad de peninsulares.
Su finca La Demajagua, que adquirió en 1867 por 81.000 dólares estadounidenses en las cercanías de Manzanillo, se convirtió en un centro de conspiración. En agosto de aquel año, se reúnen en la recién fundada logia masónica de Bayamo, denominada Estrella Tropical N.º 19, Francisco Vicente Aguilera y Francisco Maceo Osorio. Aguilera es nombrado venerable maestro, pero en realidad preside un comité insurreccional. La siguiente reunión fue en la Casa de Pedro Perucho Figueredo. Allí mismo, Figueredo se sentó al piano y compuso la música del Himno Nacional de Cuba. Se integra el Comité de Bayamo y ausculta Holguín, Santiago, Camagüey y Las Villas. Céspedes encabeza la conspiración en Manzanillo.

### Preparación de la conspiración
Tras enviudar en enero de 1868, Céspedes se centra de lleno en la actividad conspirativa. Céspedes funda en abril la Logia de 'Good Faith' en Manzanillo y se convierte en gran maestro. El 3 de agosto se acuerda la primera reunión intermunicipal, por los comités de Camagüey, Holguín, Tunas, Jiguaní, Manzanillo y Bayamo, representadas por Salvador Cisneros Betancourt, Belisario Álvarez, Vicente García González, Francisco María Rubalcava, Félix Figueredo, Donato Mármol, Carlos Manuel de Céspedes, Jaime Santiesteban, Isaías Masó, Vicente Aguilera y Maceo Osorio. Céspedes e Isaías Masó representaban a Manzanillo y Vicente Aguilera a Bayamo. 
Por esta época se sospecha el inicio de una relación amorosa entre Carlos Manuel y Candelaria Acosta Fontaigne, joven mulata que era hija de su mayoral en La Demajagua, Juan Acosta. Candelaria, a quien Carlos Manuel llamaba Cambula, se hizo célebre por haber confeccionado la bandera enarbolada el mismo día de la insurrección. De esta unión nacieron dos hijos reconocidos por Carlos Manuel, Carmita y más tarde Carlos Manuel.
El Comité de Bayamo fija el 24 de diciembre como fecha de inicio de la rebelión. Céspedes, impaciente, adelanta la fecha al 14 de octubre, pero la conspiración es descubierta por el capitán general Valmaseda. El 7 de octubre se recibe telegrama cifrado en Bayamo, ordenando detener a Céspedes. El telegrafista Nicolás de la Rosa, previene a Céspedes a través de un sobrino de este llamado Ismael Céspedes, hijo de su hermano Francisco Javier.
El 8 de octubre, Céspedes convoca a los patriotas a la acción contra la dominación española. Empiezan a reunirse en el ingenio de La Demajagua de su propiedad. La Demajagua se encontraba al este de Manzanillo. En el ingenio redacta y discute el Manifiesto de la Junta Revolucionaria de la Isla de Cuba que habría de dar a conocer al día siguiente. El mismo es conocido por ser el Plan de la Lucha de la Guerra de los Diez Años y por contener los objetivos de la misma.
En la noche del 9 al 10 de octubre, en su ingenio azucarero La Demajagua, se alzó en armas, y al grito de «¡Viva Cuba Libre!», llamado Grito de Yara, proclamó la independencia de Cuba. Lejos de liberar a sus esclavos, solo les prometió una futura liberación en caso de que se unieran a la lucha armada. Encabeza la Insurrección, dando inicio a la Guerra de los Diez Años, al mando de 147 hombres y poco a poco va creciendo el número de partidarios que lo siguen, llegando a tener cerca de 5.000 hombres, muchos de ellos campesinos pobres de la Sierra Maestra más algunos veteranos de la Guerra de Santo Domingo.
El 18 de octubre, junto con Aguilera y Marcano toman la ciudad de Bayamo. Perucho Figueredo reparte volantes con la letra del Himno Nacional Cubano y para el 20 de octubre se interpreta en Bayamo, por primera vez en la historia.
El 20 de octubre toma Bayamo y crea una junta de gobierno provisional en la que incluye a varios peninsulares y mulatos.
Carlos Manuel Céspedes es llevado en ese día y bajo palio a la iglesia parroquial, donde se le asigna el título de capitán general de la Cuba Libre y dirige un emocionado discurso, declarando la libertad de todos los esclavos insurrectos.
Pronto se enfrenta a la oposición de Camagüey, que no le perdona haber adelantado el levantamiento y haberse adjudicado el cargo de capitán general. Este grupo encabezado por Salvador Cisneros Betancourt, decidió mientras tanto retrasar su apoyo a la insurrección, lo cual permitió a los españoles preparar con más comodidad la recuperación de Bayamo.
Céspedes y sus generales Donato Mármol y Modesto Díaz, planearon la defensa de Bayamo con el objetivo de impedir que los españoles cruzaran el río Cauto, pero Mármol, impetuoso, da la orden a sus tropas de cruzar el río y sorprender al conde de Valmaseda, segundo cabo de Cuba y jefe del ejército de operaciones enviado desde La Habana para recuperar Bayamo, para lo que va acumulando hombres y pertrechos para el asalto.

### 1869
Conscientes de que la posición de Bayamo era insostenible, los insurrectos decidieron prender fuego a la ciudad antes de abandonarla el 12 de enero de 1869, dejando a buena parte de sus habitantes a la intemperie, forzando así a las tropas españolas a destinar una parte importante de sus recursos al mantenimiento de la población civil. No casualmente, la casa natal de Céspedes no fue incendiada, permaneció en pie y albergando en la actualidad un museo.
Domingo Dulce, el nuevo capitán general nombrado por el gobierno provisional de La Gloriosa, encabezado por Juan Prim, crea el Consejo Administrativo de Bienes Embargados y confisca todas las propiedades de los insurrectos. Ante las diferencias de los jefes rebeldes, fundamentalmente los de Camagüey, el 10 de abril de 1869, en el pueblo de Guáimaro, se proclama la Constitución del mismo nombre que es redactada por Ignacio Agramonte y Antonio Zambrana. Aprobada por todos nace allí la República de Cuba en Armas y las discrepancias políticas entre los líderes de Camagüey, Bayamo y Manzanillo quedan zanjadas. En la Asamblea de Guáimaro, Céspedes es elegido como el primer presidente de la República de Cuba en Armas y sigue combatiendo. Salvador Cisneros Betancourt preside la Cámara de Representantes y Manuel de Quesada y Loynaz es nombrado jefe del ejército. La Cámara tiene facultades para destituir al presidente y al jefe militar. Además, se proclama que todos los habitantes de la República son libres, con lo que, al menos teóricamente, se abolía la esclavitud en la Cuba insurgente. 
Céspedes ambicionaba la Independencia total y absoluta de Cuba, mientras que Cisneros Betancourt se inclinaba por la anexión estadounidense. El gobierno en armas, establece su asentamiento en Guáimaro, pero no tardan los españoles en desalojarlo de dicho lugar.
El 4 de noviembre, Carlos Manuel de Céspedes contrae segundas nupcias con Ana de Quesada y Loynaz, hermana de Manuel de Quesada y Loynaz.

### 1870
El gobierno en armas, errante, se traslada a Berrocal, Sabanilla y Magaramba. La Cámara de Representantes objeta las actitudes de Manuel de Quesada y lo destituye. Céspedes pretende que le acepten la renuncia en vez de destituirlo, pero le es negada, entonces decide enviarlo a Nueva York en misión oficial.
Es hecho prisionero su hijo Óscar por las tropas españolas. El general Caballero de Rodas, capitán general de Cuba (1869-1870), le envía el mensaje a Céspedes que dejaría en libertad a su hijo si renunciaba a continuar la lucha por la independencia. Céspedes responde: «Dígale al general Caballero de Rodas que Óscar no es mi único hijo : soy el padre de todos los cubanos que han muerto por la Revolución». El 3 de junio Óscar era fusilado, por esa razón los cubanos llaman hoy en día a Céspedes «Padre de la Patria».
Estando en Magaramba, el poeta Juan Clemente Zenea, que viajaba con salvoconducto español, engaña a Céspedes y este lo recibe en la creencia de que es un emisario rebelde, ganándose su confianza al paso de los días. El 13 de diciembre, acompañada por Zenea, Ana de Quesada inicia su viaje rumbo a Nueva York, pero es detenida junto con Zenea, por los españoles. Tras múltiples peripecias y vejaciones, finalmente Ana de Quesada es dejada libre. Llega a Nueva York y vive con su madre y sus hermanas Caridad y Conchita. Tiempo después Ana descubre que está embarazada.

### 1871
En febrero, Céspedes se lamenta de que Manuel de Quesada no haya regresado a Cuba encabezando una expedición y se lo comenta a su esposa por carta.
En julio desembarca Rafael de Quesada, hermano de Ana, con una pequeña expedición y Céspedes recibe las primeras cartas de Ana desde Nueva York. Ana le comenta en sus cartas de las divisiones e intrigas entre los grupos cubanos representados por Aldama y Manuel de Quesada, exiliados en Nueva York y para ello Céspedes envía a Nueva York al general Vicente Aguilera y a su compadre Ramón Céspedes y Barrero, como negociadores. Céspedes recibe carta de Manuel de Quesada sincerándose y el primero comenta con Ana que la mejor forma de hacerlo, sería que arribara a Cuba con una gran expedición.
El conflicto que tuvo Manuel Quesada y Loynaz con Céspedes fue que el primero deseaba manejarse como jefe militar, pero sin obedecer órdenes del Gobierno en Armas que estaba formado por la Cámara de Representantes y el presidente. Céspedes le envía a Ana una carta escrita por medio de Cambula, amante del primero antes de casarse y le pide que sea generosa y comprenda que la única relación que los une es la «hijita» que tuvo con ella y que él ama. Céspedes se entera por carta que Ana quedó embarazada antes de partir y en agosto tiene jimaguas (gemelos) que llevan el nombre de Carlos Manuel y Gloria Dolores, ambos de apellidos Céspedes y de Quesada.
Carlos Manuel de Céspedes le anuncia a Ana la captura de toda la familia de su hermano Pedro Céspedes por los españoles y que la familia de su hermano Javier logró escapar pero perdiéndolo todo. También dice que la familia Milanés fue robada y asaltada. Céspedes le pide a su esposa Ana que permanezca viviendo al lado de su madre en Nueva York, que no trate de regresar a Cuba, pues no es lugar para una mujer decente, en esos momentos de la terrible guerra que vivían. En agosto, comenta a su esposa por carta: «Carlitos, Javier, Pedro y la demás familia andan por Oriente, el primero está en Manzanillo». Se refiere a sus dos hermanos Pedro y Javier y a su hijo Carlos Manuel Céspedes y Céspedes, de su anterior matrimonio.
Por parte de la familia Quesada, José Ignacio, hermano de su esposa Ana, siempre fue su más fiel y más leal acompañante. Con Manuel Quesada no llevaba buena relación, pero con Rafael Quesada la relación fue mejor, pues encabezó varias expediciones. Otras dos hermanas de Ana de Quesada, Caridad y Concepción, estaban junto con su madre en Nueva York. En Cuba permanecía todavía la hermana de Carlos Manuel, Francisca de Borja.
En octubre comenta su visita a la casa de Cambula, para ver a su «hijita», quizá por última vez, pues le habían recomendado que Cambula por su seguridad debía marchar al extranjero.

### 1872
Al llegar Manuel Betancourt y Betancourt con una pequeña expedición, el campamento se llena de regocijo y Máximo Gómez, Calixto García y la multitud gritaban «¡A Occidente! Vamos a Occidente!». El General Gómez le suplicaba a Céspedes «¡Que sea yo, Señor Presidente! ¡Yo, para mí!». 

### 1873: Caída de Agramonte y deposición
Las acciones militares del mayor general Ignacio Agramonte en Buey, Curaná, Lázaro y Cocal del Olimpo, abriéndose paso para burlar la línea defensiva de Júcaro a Morón y llevar la rebelión armada a través de Las Villas hasta el extremo occidental de la Isla, suponía una gran victoria y el reconocimiento mundial de una República en Armas, unificada por un mismo ideal. No quiso el destino que fuera Agramonte quien realizara esta hazaña, pues una bala enemiga, el 11 de mayo de 1873 en el potrero de Jimaguayú lo derriba y pierde la vida.
En el mes de julio, le escribe una larga carta en son de queja a su «hermanita» Caridad —hermana de Ana— que vive en Nueva York. El 6 de julio, una expedición comandada por Rafael de Quesada desembarca en la isla, pero al romperse los botes no pudo desembarcar más que una parte del cargamento.
Por la desunión entre los cubanos, Céspedes es depuesto. En relación con su salida de la Presidencia de la República de Cuba en Armas, la cual tuvo lugar el 28 de octubre de 1873, ocupando su lugar Salvador Cisneros Betancourt, marqués de Santa Lucía, dice:

En cuanto a mi deposición he hecho lo que debía hacer. Me he inmolado ante el altar de mi Patria en el templo de la ley. Por mí no se derramará sangre en Cuba. Mi conciencia está muy tranquila y espera el fallo de la Historia. Y pongamos aquí punto final a la política.
Carlos Manuel de Céspedes

En el mes de diciembre, escribía lo siguiente:

Ayer me dejaron en libertad y me quedo en Cambute. Dicen que me darán pasaporte y así puedes hacer lo que creas más acertado sobre este particular, conforme a lo que arriba te digo; pero avisándome antes con especificación, lo mismo que a Mariano.
Carlos Manuel de Céspedes

## Manifiesto del Diez de Octubre
Elaboró el Manifiesto del 10 de Octubre que daba a conocer los objetivos y las causas por las que los antiguos criollos, ahora convertidos en cubanos, se disponían a defender de forma violenta el territorio en que vivían y que ya comienzan a llamar Patria y nación.
En este documento se plantea entre otros aspectos:

... Nadie ignora que España gobierna a la Isla de Cuba con un brazo de hierro ensangrentado... que teniéndola privada de toda libertad política, civil y religiosa, sus desgraciados hijos se ven expulsados de su suelo a remotos climas o ejecutados sin formación de proceso por comisiones militares en plena paz... la tiene privada del derecho de reunión como no sea bajo la presidencia de un jefe militar, no puede pedir remedio a sus males sin que se la trate como rebelde y no se le concede otro recurso que callar y obedecer...
Manifiesto del 10 de Octubre.

## Principales combates
Dirige las tropas cubanas cuando el 11 de octubre se produce el combate de Yara, primer combate y primera derrota de lo que sería el futuro Ejército Libertador. Pronunció una frase célebre al conocer que solamente quedaban doce hombres: «Doce hombres bastan para alcanzar la independencia de Cuba...».
Participa y dirige junto a otros patriotas la toma de Bayamo, el 20 de octubre de ese mismo año y se le ve junto a Pedro Figueredo en el acto donde por primera vez se entona el Himno Nacional de Cuba.

## Destitución y muerte
Representante a la Asamblea de Guáimaro por la antigua provincia de Oriente, defendió, en contra del criterio de Ignacio Agramonte y otros, la necesidad de un gobierno dirigido por los militares sin el peso de civiles que impidieran el desarrollo rápido de acciones militares. Por su labor en esta asamblea en torno a la búsqueda de la unidad, fue nombrado Presidente de la República en Armas. Su mandato se extiende desde 1869 hasta el 27 de octubre de 1873 en que la Cámara de Representantes lo destituye. El acto jurídico ocurre en el poblado de Bijagual de Jiguaní, según narra Eusebio Leal Spengler: «en presencia de un fuerte contingente de tropas mambisas y de altos mandos militares de la Revolución».
Durante meses se le ve vagando junto a la impedimenta, pues el Gobierno le niega la autorización para abandonar el séquito del gobierno y marchar al extranjero. Su objetivo: continuar ayudando a la revolución. Finalmente al permitirle abandonar la sede del gobierno, solo, privado de la escolta que por el alto cargo desempeñado le correspondía, se retira a San Lorenzo, lugar intrincado donde funciona una especie de hospital mambí. El 27 de febrero de 1874 cae combatiendo contra una tropa española que lo descubre y trata de apresarlo.
Su destitución, junto a la muerte de Ignacio Agramonte un año antes, abonó el camino para que florecieran la indisciplina, el caudillismo y el regionalismo que tanto le costarían al pueblo cubano en esa guerra.

### 1874: Muerte
El salvoconducto jamás llegó y se ve obligado a internarse en un sitio intrincado en plena Sierra Maestra a un lugar denominado San Lorenzo, en donde permanece acompañado solamente por su hijo mayor Carlos Manuel, y donde enseña a leer y escribir a los niños. 
El 27 de febrero de 1874, su hijo estaba fuera del campamento, Carlos Manuel de Céspedes es sorprendido en San Lorenzo, por una columna de soldados españoles del Batallón de San Quintín, posiblemente conducidos hasta allí por la denuncia de algún informante. 
Abandonado a su suerte por la Cámara de Representantes y sin escolta alguna, prácticamente ciego, intenta defenderse, pues no permite que sus enemigos lo capturen vivo y, ya herido de muerte, se despeña por un barranco.
Sus restos se encuentran sepultados en el cementerio de Santa Ifigenia de la ciudad de Santiago de Cuba.

## Céspedes y el ajedrez
Carlos Manuel de Céspedes tuvo una fuerte relación con el ajedrez en su vida, más allá de la simple práctica del deporte. Estos son algunos de los hechos más relevantes:
- Tradujo del francés Las leyes del Juego de Ajedrez, libro escrito por el maestro Louis-Charles Mahé de La Bourdonnais y las publicó en el periódico El Redactor, de Santiago de Cuba, a partir del 4 de octubre de 1855.

- Céspedes jugó al ajedrez hasta en el día de su fallecimiento.

El Padre de la Patria jugaba ajedrez frecuentemente, con su ayudante Fernando Figueredo Socarrás. Las piezas y el tablero solía llevarlas, a través de la manigua oriental, en un burro de carga llamado Masón. Pero cada vez que sonaban disparos el animal corría espantado, aunque siempre regresaba al campamento mambí, al renacer la calma.
La última vez que esto sucedió fue capturado por las fuerzas españolas, las cuales, posteriormente, devolvieron a Céspedes los objetos que transportaba el burro Masón, pero retuvieron las piezas y el tablero, alegando que el ajedrez podría servir a los mambises para planear tácticas de guerra.